# Chaetomium subspirale
Chaetomium subspirale är en svampart som beskrevs av Chivers 1912. Chaetomium subspirale ingår i släktet Chaetomium och familjen Chaetomiaceae.   Inga underarter finns listade i Catalogue of Life.